# Volta da Ascension
La Volta da Ascension fue una carrera ciclista por etapas española que recorría Santiago de Compostela (provincia de La Coruña, Galicia) y sus alrededores.
Creada en 1975 la prueba estaba reservada a ciclistas amateurs y en sus dos primeras ediciones no hubo clasificación general. Ascendió al profesionalismo en el 2008 encuadrado dentro el circuito del UCI Europe Tour, en la categoría 2.2 (última categoría del profesionalismo). Al año siguiente se disputó su última edición de nuevo como amateur.
Casi todas sus ediciones siempre tuvieron 3 etapas, la mayoría de ellas con inicio y final en la capital gallega tanto en el centro urbano como en alguno de sus barrios o en localidades cercanas aunque aisladamente se llegaron a disputar hasta 4 etapas con un doble sector en la edición de 1988.
Estuvo organizada por la Fundación Compostela Deporte.

## Palmarés
En amarillo, competición amateur.
| Año       | Ganador                      | Segundo                              | Tercero                     |
| --------- | ---------------------------- | ------------------------------------ | --------------------------- |
| 1975      | Almogavares de Cataluña      | Teka de Santander                    | C.I.P.I.S.A. de Valladolid  |
| 1976      | Lugones de Asturias          | Hernán Orbegozo de Guipúzcoa         | Fico Riego Lomba de Galicia |
| 1977      | Carlos Machín Rodríguez      | Alfonso Blanco Palao                 | José Luís Blanco Soto       |
| 1978      | Fortunato Greciano Greciano  | José Antonio Cabrero Martínez        | Faustino Cueli Arce         |
| 1979      | José Luís Rodríguez Inguanzo | Vicente Iza Navarrete                | Fabián García Rodríguez     |
| 1980      | Fabián García Rodríguez      | Ángel Ocaña Pérez                    | Andrés Mira Soto            |
| 1981      | Julián Gorospe               | Eduardo González Salvador            | Aladino García Alonso       |
| 1982      | Arsenio González             | Evaristo Portela Acuña               | Rufino Alonso Cristóbal     |
| 1983      | Camilo Figueroa Fernández    | Evaristo Portela Acuña               | José Del Ramo Núñez         |
| 1984      | José Luís Blanco Soto        | Francisco Javier Rodríguez Fernández | Camilo Figueroa Fernández   |
| 1985      | Rufino Alonso Cristóbal      | Manuel Antonio de Sa Correia         | Isaac Lisaso Picado         |
| 1986      | Isidro Araújo Penabella      | Xavier Landa Mardaraz                | Argimiro Blanco Costas      |
| 1987      | Gonzalo Aguiar Martínez      | Jesús Losada Sequeiros               | Pedro Merayo Luengo         |
| 1988      | Miguel Ángel Serrano         | José Luís Izaguirre                  | Arturo Geriz                |
| 1989-1990 | No se disputó                | No se disputó                        | No se disputó               |
| 1991      | Soren Petersen               | José Ángel Vidal                     | Marco Antonio Rodrigo Mori  |
| 1992-2006 | No se disputó                | No se disputó                        | No se disputó               |
| 2007      | José Luís Ruíz Cubillo       | Sergio Herrero                       | Óscar Laguna                |
| 2008      | Pablo de Pedro               | José Baños                           | Francisco Torrella          |
| 2009      | Rafael Rodríguez Segarra     | Álvaro García                        | David Gutiérrez Gutiérrez   |

## Palmarés por países
| País      | Victorias |
| --------- | --------- |
| España    | 17        |
| Dinamarca | 1         |